# Liste des titres musicaux numéro un au Royaume-Uni en 1992
Cette page liste les titres classés no 1 des ventes de disques au Royaume-Uni pour l'année 1992 selon The Official Charts Company.
Les classements hebdomadaires prennent en compte les ventes physiques et sont issus des 75 meilleures ventes de singles (UK Singles Chart) et des 75 meilleures ventes d'albums (UK Albums Chart). Ils sont dévoilés le dimanche.

## Classement des singles
| №  | Date         | Artiste            | Titre                                               | Référence |
| -- | ------------ | ------------------ | --------------------------------------------------- | --------- |
| 1  | 5 janvier    | Queen              | Bohemian Rhapsody / These Are the Days of Our Lives |           |
| 2  | 12 janvier   | Queen              | Bohemian Rhapsody / These Are the Days of Our Lives |           |
| 3  | 19 janvier   | Wet Wet Wet        | Goodnight Girl                                      |           |
| 4  | 26 janvier   | Wet Wet Wet        | Goodnight Girl                                      |           |
| 5  | 2 février    | Wet Wet Wet        | Goodnight Girl                                      |           |
| 6  | 9 février    | Wet Wet Wet        | Goodnight Girl                                      |           |
| 7  | 16 février   | Shakespears Sister | Stay (en)                                           |           |
| 8  | 23 février   | Shakespears Sister | Stay (en)                                           |           |
| 9  | 1er mars     | Shakespears Sister | Stay (en)                                           |           |
| 10 | 8 mars       | Shakespears Sister | Stay (en)                                           |           |
| 11 | 15 mars      | Shakespears Sister | Stay (en)                                           |           |
| 12 | 22 mars      | Shakespears Sister | Stay (en)                                           |           |
| 13 | 29 mars      | Shakespears Sister | Stay (en)                                           |           |
| 14 | 5 avril      | Shakespears Sister | Stay (en)                                           |           |
| 15 | 12 avril     | Right Said Fred    | Deeply Dippy                                        |           |
| 16 | 19 avril     | Right Said Fred    | Deeply Dippy                                        |           |
| 17 | 26 avril     | Right Said Fred    | Deeply Dippy                                        |           |
| 18 | 3 mai        | KWS (en)           | Please Don't Go                                     |           |
| 19 | 10 mai       | KWS (en)           | Please Don't Go                                     |           |
| 20 | 17 mai       | KWS (en)           | Please Don't Go                                     |           |
| 21 | 24 mai       | KWS (en)           | Please Don't Go                                     |           |
| 22 | 31 mai       | KWS (en)           | Please Don't Go                                     |           |
| 23 | 7 juin       | Erasure            | Abba-esque                                          |           |
| 24 | 14 juin      | Erasure            | Abba-esque                                          |           |
| 25 | 21 juin      | Erasure            | Abba-esque                                          |           |
| 26 | 28 juin      | Erasure            | Abba-esque                                          |           |
| 27 | 5 juillet    | Erasure            | Abba-esque                                          |           |
| 28 | 12 juillet   | Jimmy Nail         | Ain't No Doubt                                      |           |
| 29 | 19 juillet   | Jimmy Nail         | Ain't No Doubt                                      |           |
| 30 | 26 juillet   | Jimmy Nail         | Ain't No Doubt                                      |           |
| 31 | 2 août       | Snap!              | Rhythm Is a Dancer                                  |           |
| 32 | 9 août       | Snap!              | Rhythm Is a Dancer                                  |           |
| 33 | 16 août      | Snap!              | Rhythm Is a Dancer                                  |           |
| 34 | 23 août      | Snap!              | Rhythm Is a Dancer                                  |           |
| 35 | 30 août      | Snap!              | Rhythm Is a Dancer                                  |           |
| 36 | 6 septembre  | Snap!              | Rhythm Is a Dancer                                  |           |
| 37 | 13 septembre | The Shamen         | Ebeneezer Goode                                     |           |
| 38 | 20 septembre | The Shamen         | Ebeneezer Goode                                     |           |
| 39 | 27 septembre | The Shamen         | Ebeneezer Goode                                     |           |
| 40 | 4 octobre    | The Shamen         | Ebeneezer Goode                                     |           |
| 41 | 11 octobre   | Tasmin Archer      | Sleeping Satellite                                  |           |
| 42 | 18 octobre   | Tasmin Archer      | Sleeping Satellite                                  |           |
| 43 | 25 octobre   | Boyz II Men        | End of the Road                                     |           |
| 44 | 1er novembre | Boyz II Men        | End of the Road                                     |           |
| 45 | 8 novembre   | Boyz II Men        | End of the Road                                     |           |
| 46 | 15 novembre  | Charles & Eddie    | Would I Lie to You?                                 |           |
| 47 | 22 novembre  | Charles & Eddie    | Would I Lie to You?                                 |           |
| 48 | 29 novembre  | Whitney Houston    | I Will Always Love You                              |           |
| 49 | 6 décembre   | Whitney Houston    | I Will Always Love You                              |           |
| 50 | 13 décembre  | Whitney Houston    | I Will Always Love You                              |           |
| 51 | 20 décembre  | Whitney Houston    | I Will Always Love You                              |           |
| 52 | 27 décembre  | Whitney Houston    | I Will Always Love You                              |           |

## Classement des albums
| №  | Date         | Artiste                             | Titre                         | Référence |
| -- | ------------ | ----------------------------------- | ----------------------------- | --------- |
| 1  | 5 janvier    | Simply Red                          | Stars                         |           |
| 2  | 12 janvier   | Simply Red                          | Stars                         |           |
| 3  | 19 janvier   | Simply Red                          | Stars                         |           |
| 4  | 26 janvier   | Simply Red                          | Stars                         |           |
| 5  | 2 février    | Wet Wet Wet                         | High on the Happy Side        |           |
| 6  | 9 février    | Wet Wet Wet                         | High on the Happy Side        |           |
| 7  | 16 février   | Simply Red                          | Stars                         |           |
| 8  | 23 février   | Simply Red                          | Stars                         |           |
| 9  | 1er mars     | Simply Red                          | Stars                         |           |
| 10 | 8 mars       | Madness                             | Divine Madness                |           |
| 11 | 15 mars      | Madness                             | Divine Madness                |           |
| 12 | 22 mars      | Madness                             | Divine Madness                |           |
| 13 | 29 mars      | Bruce Springsteen                   | Human Touch                   |           |
| 14 | 5 avril      | Def Leppard                         | Adrenalize                    |           |
| 15 | 12 avril     | Annie Lennox                        | Diva                          |           |
| 16 | 19 avril     | Right Said Fred                     | Up                            |           |
| 17 | 26 avril     | The Cure                            | Wish                          |           |
| 18 | 3 mai        | Simply Red                          | Stars                         |           |
| 19 | 10 mai       | Carter the Unstoppable Sex Machine  | 1992 - The Love Album         |           |
| 20 | 17 mai       | Iron Maiden                         | Fear of the Dark              |           |
| 21 | 24 mai       | Michael Ball                        | Michael Ball                  |           |
| 22 | 31 mai       | Lionel Richie                       | Back to Front                 |           |
| 23 | 7 juin       | Lionel Richie                       | Back to Front                 |           |
| 24 | 14 juin      | Lionel Richie                       | Back to Front                 |           |
| 25 | 21 juin      | Lionel Richie                       | Back to Front                 |           |
| 26 | 28 juin      | Lionel Richie                       | Back to Front                 |           |
| 27 | 5 juillet    | Lionel Richie                       | Back to Front                 |           |
| 28 | 12 juillet   | The Orb                             | U.F.Orb                       |           |
| 29 | 19 juillet   | Neil Diamond                        | The Greatest Hits: 1966-1992  |           |
| 30 | 26 juillet   | Neil Diamond                        | The Greatest Hits: 1966-1992  |           |
| 31 | 2 août       | Neil Diamond                        | The Greatest Hits: 1966-1992  |           |
| 32 | 9 août       | INXS                                | Welcome to Wherever You Are   |           |
| 33 | 16 août      | Genesis                             | We Can't Dance                |           |
| 34 | 23 août      | The Smiths                          | Best... I                     |           |
| 35 | 30 août      | Kylie Minogue                       | Greatest Hits                 |           |
| 36 | 6 septembre  | Mike Oldfield                       | Tubular Bells II              |           |
| 37 | 13 septembre | Mike Oldfield                       | Tubular Bells II              |           |
| 38 | 20 septembre | Belinda Carlisle                    | The Best of Belinda, Volume 1 |           |
| 39 | 27 septembre | ABBA                                | ABBA Gold - Greatest Hits     |           |
| 40 | 4 octobre    | R.E.M.                              | Automatic for the People      |           |
| 41 | 11 octobre   | Prince and The New Power Generation | Love Symbol Album             |           |
| 42 | 18 octobre   | Simple Minds                        | Glittering Prize 81/92        |           |
| 43 | 25 octobre   | Simple Minds                        | Glittering Prize 81/92        |           |
| 44 | 1er novembre | Simple Minds                        | Glittering Prize 81/92        |           |
| 45 | 8 novembre   | Bon Jovi                            | Keep the Faith                |           |
| 46 | 15 novembre  | Cher                                | Greatest Hits: 1965-1992      |           |
| 47 | 22 novembre  | Erasure                             | Pop! The First 20 Hits        |           |
| 48 | 29 novembre  | Erasure                             | Pop! The First 20 Hits        |           |
| 49 | 6 décembre   | Cher                                | Greatest Hits: 1965-1992      |           |
| 50 | 13 décembre  | Cher                                | Greatest Hits: 1965-1992      |           |
| 51 | 20 décembre  | Cher                                | Greatest Hits: 1965-1992      |           |
| 52 | 27 décembre  | Cher                                | Greatest Hits: 1965-1992      |           |

## Meilleures ventes de l'année
La chanteuse américaine Whitney Houston réalise la meilleure vente de singles de l'année avec I Will Always Love You, la chanson du film Bodyguard qui s'est vendue à 960 000 exemplaires. Elle est suivie par le groupe allemand d'eurodance Snap! qui a écoulé 583 000 copies de son tube Rhythm Is a Dancer. La troisième marche du podium annuel est occupée par le duo américain Charles & Eddie qui a vendu 516 000 exemplaires de Would I Lie to You?.
Un autre duo, britannique et féminin celui-ci, Shakespears Sister, est quatrième avec la chanson Stay (en), restée en tête du classement hebdomadaire huit semaines consécutives, qui a trouvé 484 500 acheteurs, devançant de peu le groupe de dance KWS (en), cinquième grâce à sa reprise de Please Don't Go qui s'est vendue 484 000 fois.
| Singles | Albums |
| --- | --- |
| 1. Whitney Houston – I Will Always Love You 2. Snap! - Rhythm Is a Dancer 3. Charles & Eddie – Would I Lie to You? 4. Shakespeares Sister - Stay 5. KWS - Please Don't Go 6. Boyz II Men - End of the Road 7. Erasure - Abba-Esque 8. Jimmy Nail - Ain't No Doubt 9. Michael Jackson - Heal the World 10. Wet Wet Wet - Goodnight Girl | 1. Simply Red – Stars 2. Lionel Richie - Back to Front 3. Cher - Greatest Hits: 1965-1992 4. Michael Jackson - Dangerous 5. Simple Minds - Glittering Prize 81/92 6. Annie Lennox - Diva 7. Michael Bolton - Timeless: The Classics 8. Madness - Divine Madness 9. Genesis - We Can't Dance 10. Erasure - Pop! The First 20 Hits |